# John Joscelyn
John Joscelyn ou John Joscelin est un homme d'Église et un antiquaire anglais né en 1529 et mort le 28 décembre 1603. En sa qualité de secrétaire de l'archevêque Matthew Parker, il s'attelle à l'étude de l'histoire de l'Église d'Angleterre avant la conquête normande et travaille sur un dictionnaire bilingue vieil anglais-latin qui contribue grandement à l'étude de cette langue.

## Biographie
John Joscelyn est issu d'une famille de la petite noblesse du Hertfordshire. Il est le troisième fils de Thomas Joscelyn (mort en 1562), qui possède le domaine de Hyde Hall, à Sawbridgeworth, dans le Hertfordshire, et celui de High Roding, dans l'Essex, où John voit vraisemblablement le jour. Sa mère, Dorothy Gate, est originaire de Rivenhall, également dans l'Essex.
John entre au Queens' College de l'université de Cambridge en 1545 et obtient son baccalauréat en arts quatre ans plus tard. Élu fellow, il y enseigne le latin en 1550, puis le grec en 1551 et décroche sa maîtrise en 1552. Après avoir souscrit à la doctrine catholique sous le règne de Marie Ire, il démissionne de Cambridge en 1557 et professe par la suite la foi anglicane.
En 1559, le nouvel archevêque de Cantorbéry Matthew Parker engage Joscelyn comme secrétaire latin et le nomme chapelain. Il lui accorde l'année suivante une prébende à Hereford dont Joscelyn bénéficie jusqu'en 1577. Cette année-là, le successeur de Parker, Edmund Grindal, lui confie le rectorat de Hollingbourne, dans le Kent. Joscelyn conserve cette sinécure jusqu'à sa mort, survenue le 28 décembre 1602, probablement à High Roding où il est enterré.

## Travaux
Afin d'assister au mieux Parker, qui s'intéresse à l'histoire de l'Église et de l'autorité pontificale au Moyen Âge, Joscelyn commence à étudier le vieil anglais pour se documenter sur l'histoire religieuse de l'Angleterre avant la conquête normande. Il recueille de nombreux manuscrits anciens pour son maître et les prépare à la publication, parfois en les annotant en latin ou en anglais. Il va jusqu'à insérer des pages rédigées par ses soins dans le manuscrit D de la Chronique anglo-saxonne à l'endroit où celui-ci est défectueux. Il contribue largement à l'ouvrage De Antiquitate Britannicae Ecclesiae & Priuilegiis Ecclesiae Canuariensis, cum Archiepiscopis eiusdem 70, qui paraît sous le nom de Matthew Parker en 1572.
À partir des codes de lois anglo-saxons, Joscelyn échafaude un dictionnaire bilingue vieil anglais-latin. Bien qu'il ne soit jamais terminé, il constitue une ressource précieuse pour les historiens ultérieurs de la période anglo-saxonne, et le collectionneur Robert Bruce Cotton l'intègre à sa vaste bibliothèque. Joscelyn est également responsable d'une édition du De excidio et conquestu Britanniae de Gildas le Sage, publiée en 1568, et d'une histoire du Queens' College, publiée en 1880.